# Kostel svatého Michala v Jirchářích
Kostel svatého Michala v Jirchářích stojí v Praze poblíž Národního divadla, konkrétně na Novém Městě v ulici V jirchářích. Je sídlem českého, slovenského a anglického sboru Evangelické církve augsburského vyznání v České republice. Jeho architektonický styl není jednotný z důvodu přestaveb z odlišných slohových období. Je chráněn jako kulturní památka České republiky.

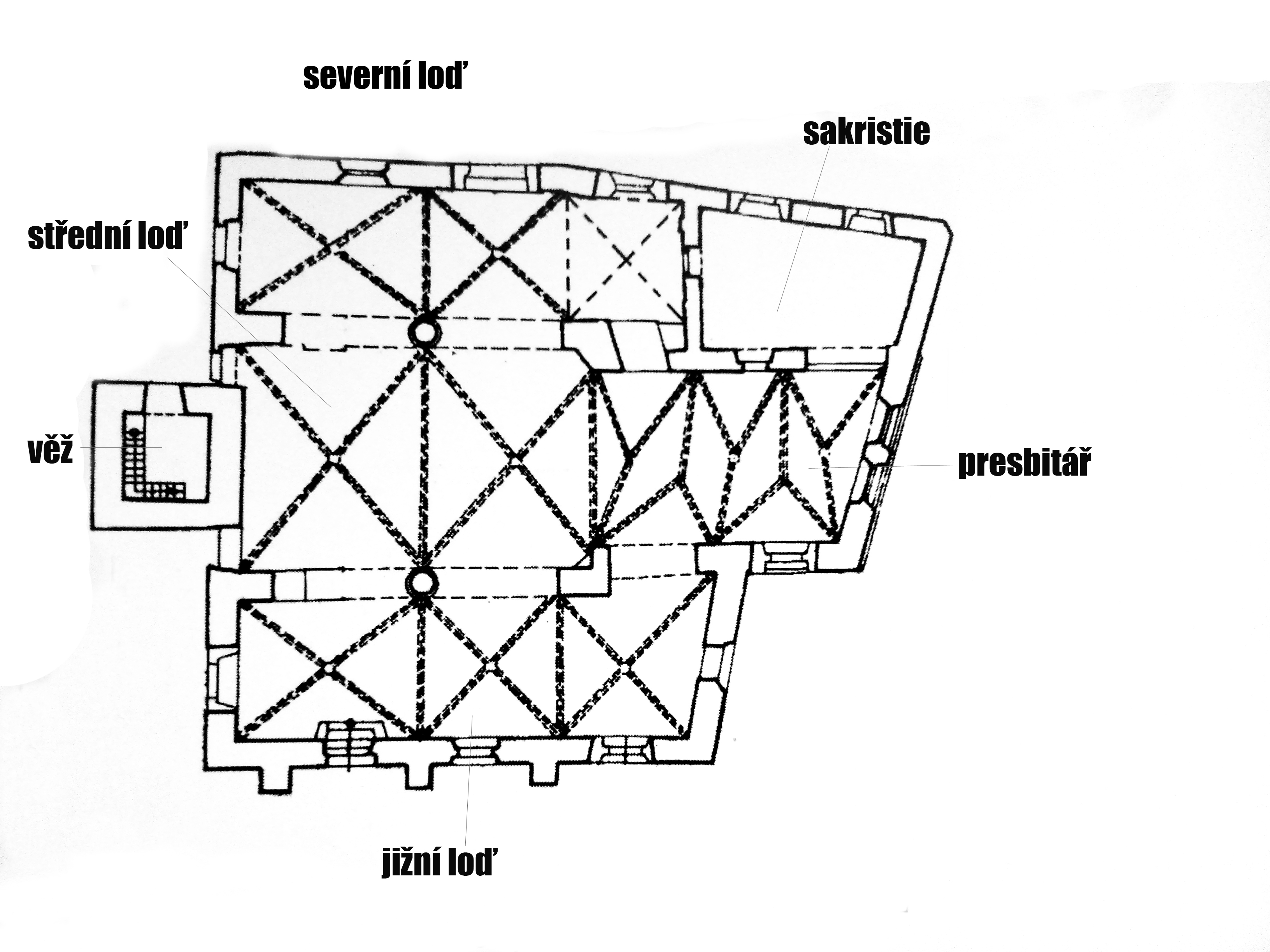
Půdorys kostela sv. Michala v Jirchářích

## Historie
První zmínky o osadě pocházejí z tzv. zakládací listiny benediktinského kláštera v Kladrubech vydané knížetem Vladislavem roku 1115. V tomto roce se zde usadili benediktinští mniši a vybudovali zde osadu pro kolonisty s názvem Opatovice. Proto se dnes blízko kostela nachází ulice Opatovická. Osada sloužila zřejmě jako spojnice mezi Pražským hradem a Vyšehradem. S příchodem kolonistů byl vybudován románský kostelík sv. Michala. Kostel sloužil jako farní. Ve druhé polovině 13. století byl kostelu přiřazen farář. V roce 1348 byla osada zahrnuta do Karlova Nového Města a kostel fungoval jako ostatní farní kostely Nového Města. Podací právo nad kostelem drželi převážně novoměstští měšťané a menší procento pražští arcijáhni.

### Gotická a renesanční přestavby kostela
V roce 1369 byl zřejmě románský kostel stržen a nahrazen gotickým kostelem. Gotická stavba byla postavena s věží orientovanou na západ, s obdélnou plochostropou lodí, s lichoběžníkovým presbytářem a s asymetrickou klenbou, díky které je stavba velmi pozoruhodná. V roce 1387 byl kostel rozšířen přistavěním severní boční sklenuté lodi. Loď obsahuje druhotně prolomený okenní portál, který dříve skrývala předsíň. V letech 1377-1433 se opakovaně připomíná farní škola, která stála (a stojí dosud) proti kostelu. Před rokem 1402 byla přistavěna jižní boční loď kostela s východní kaplí. V 15. století je doložena vazba mezi kostelem sv. Michala a Zbraslavským klášterem.
Roku 1511 byly zaklenuty prostory hlavní a jižní lodi. Ve druhé polovině 16. století přidali stavitelé renesanční obloučkový štít severní předsíni. Typickým znakem kostela byla úzká, vysoká, gotická, sanktusní věž nad presbytářem a také zděná chodba, která je nesena velkým obloukem. Chodba vede ze zpěvácké kruchty do domu č.p. 152, tehdejší fary. Protestanti kostel spravovali až do roku 1621, kdy kostel přešel pod katolickou správu. Tím ztratil farní statut a byl podřízen kostelu sv. Vojtěcha v Jirchářích. Díky Marii Magdaléně Krečmerové byla při severní lodi postavena centrální kaple Ukřižovaného Spasitele a sv. Marie Magdalény s oltářem a hrobkou zakladatelky. Též byla přestavěna sakristie. Po požáru roku 1717, kdy byl kostel jen lehce poškozen, jej začali stavitelé barokizovat.

### Barokní přestavba
Byla zazděna dvě gotická okna v presbytáři. Jako náhrada sloužila dvě nově vybouraná okna oválného tvaru. Presbytář vybavili barokní křtitelnicí, která se zachovala dodnes. Dále došlo k zaklenutí sakristie a vybudování nového schodiště na kruchtu, která byla taktéž přestavěna. Následovaly úpravy severní předsíně a portálů. Roku 1722 byla přestavěna věž, která celou barokní přestavbu zároveň ukončila. Roku 1770 zde přibyl nový hlavní oltář.

### Zrušení kostela a správa německými protestanty
Císař Josef II. nechal svým výnosem roku 1787 kostel zrušit. O dva roky později jej koupil pražský obchodník František Kehrn. Ten roku 1791 prodal kostel německým evangelíkům augsburského vyznání, kteří jej využívali jako modlitebnu. Podle císařského nařízení však evangelické modlitebny nesměly mít věž a obec tedy byla vybízena k jejímu zboření a úpravě exteriéru kostela jako měšťanského domu. Než však k tomu došlo, bylo toto nařízení změněno a kostel byl ponechán bez těchto změn. Protestanti přispěli novými varhanami. Také přidali lavice a lustry. Později, v roce 1817, byl kostel nově omítnut a poté byla nainstalována kazatelna. Roku 1838 došlo k vybudování zdi s branou, která na západní straně ohrazovala volný prostor kolem kostela. Roku 1882 byla stržena severní předsíň a stavitel J. Blecha staticky zajistil celý objekt. Roku 1904 byla vytvořena dvě západní okna.

#### Regotizace
Při regotizaci došlo k obnově obou východních gotických oken presbytáře a zazdění barokních oválných oken. Na stejné straně byl odstraněn barokní portál a revitalizováno gotické okno v portálu. Vedle tohoto portálu bylo odhaleno zazděné lomené okno, které je skoro stejné jako okno v jižní kapli. Barokní báň byla pokryta novou měděnou střechou. Gotické jádro bylo zbaveno omítky. V roce 1920 proběhla rekonstrukce a byla rozšířena varhanní kruchta. Od této poslední rekonstrukce se podoba kostela příliš nezměnila.

## Dispozice
Objekt je postaven z lomového zdiva. Kostel již od středověku omezují ulice, proto má asymetrické trojlodí. Od tohoto faktu se odvíjí jeho půdorysná asymetrie.

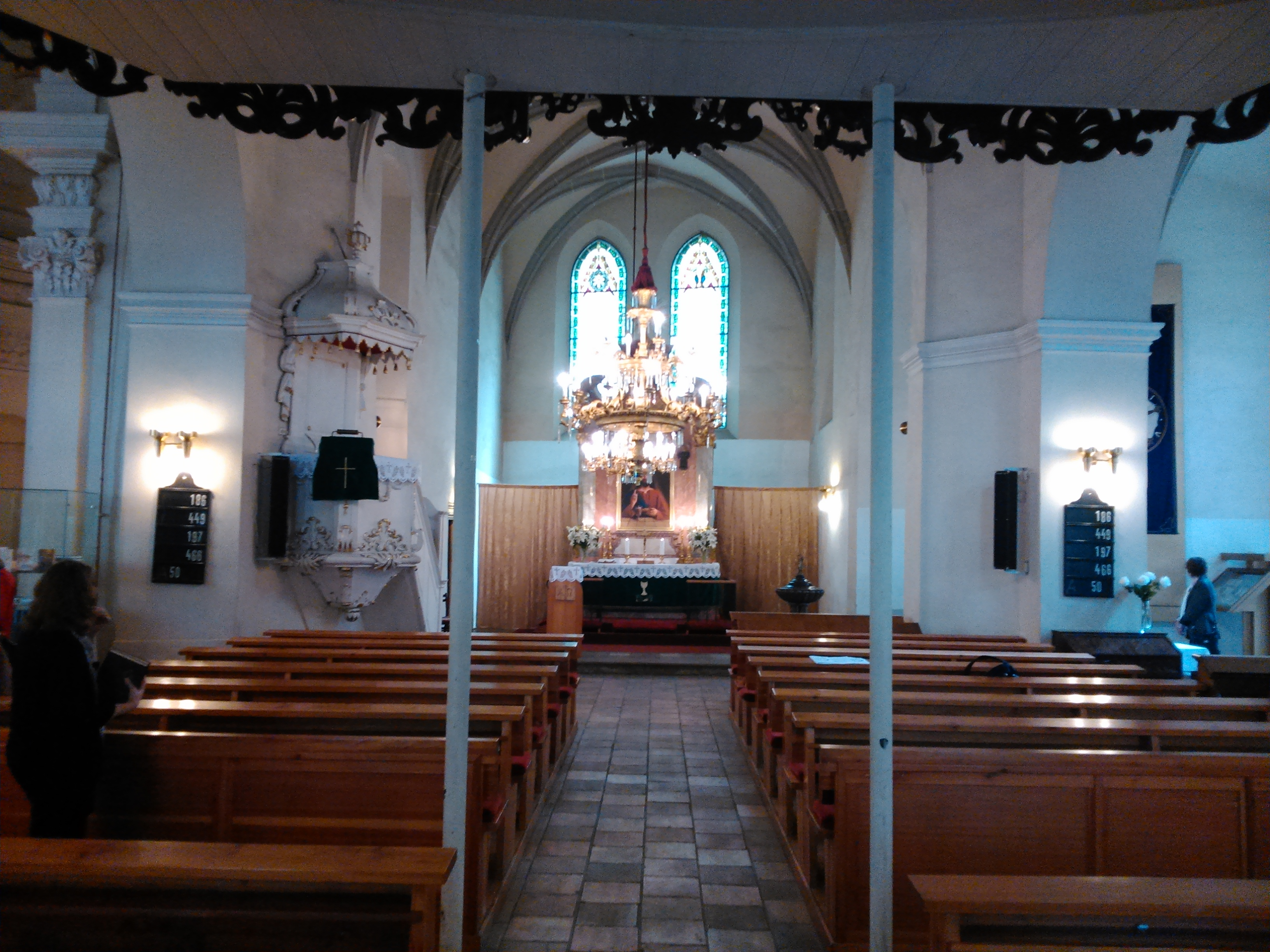
Prostor střední lodi

### Střední loď
Střední loď je zaklenuta dvěma poli křížových kleneb. Klenby jsou neseny dvojitě žlabenými kamennými žebry. Terčové svorníky vážou žebra ve vrcholech. Žebra kleneb sbíhají na strohé víceboké konzoly. Ve východní části lodi jsou konzoly utopeny v barokních přizdívkách. Lichoběžníkový presbytář je připojen k lodi na východní straně. Jeho výška se shoduje s výškou střední lodi. Střední loď vymezuje dvojice barokních arkád, které sbíhají na podlahu pomocí pilířů. Ve středu lodi jsou arkády svedeny masivními kamennými sloupy, které pocházejí zřejmě z konce 14. století. Sloupy nahoře ukončují pozlacené korintské hlavice.
Koncem 19. století byla severní loď sklenuta dvěma křížovými klenbami s hruškovitými žebry. Žebra vyrůstají z obrácených jehlancových konzol. Konzola uprostřed severní stěny je napodobeninou asi z roku 1914. Svorníky klenby jsou terčového či kruhového typu. Svorníky zdobí znak jirchářů. Na severní loď navazuje z východní strany kaple sv. Salvátora. Kaple je klenuta plackovou klenbou se štukovým zrcadlem. Kouty kaple jsou prolomeny výklenky, které vrcholí konchami a rámovými pilastry. Pilastry nesou obvodovou korunní římsu kaple. Kladí kaple je složitě profilováno. Vlys kaple zdobí akantové listy. Nad nikami v rozích se nachází motiv štukových, zkřížených, vavřínových ratolestí. Severní loď a kaple jsou spojeny díky vysoké půlkruhově ukončené arkádě. Přístěnné pilíře s listovými hlavicemi, krycí deskou a kladím vytvářejí rám ze strany lodi pro spojující arkádu. Ve vrcholku arkády se nachází štuková kartuš s veraikonem.

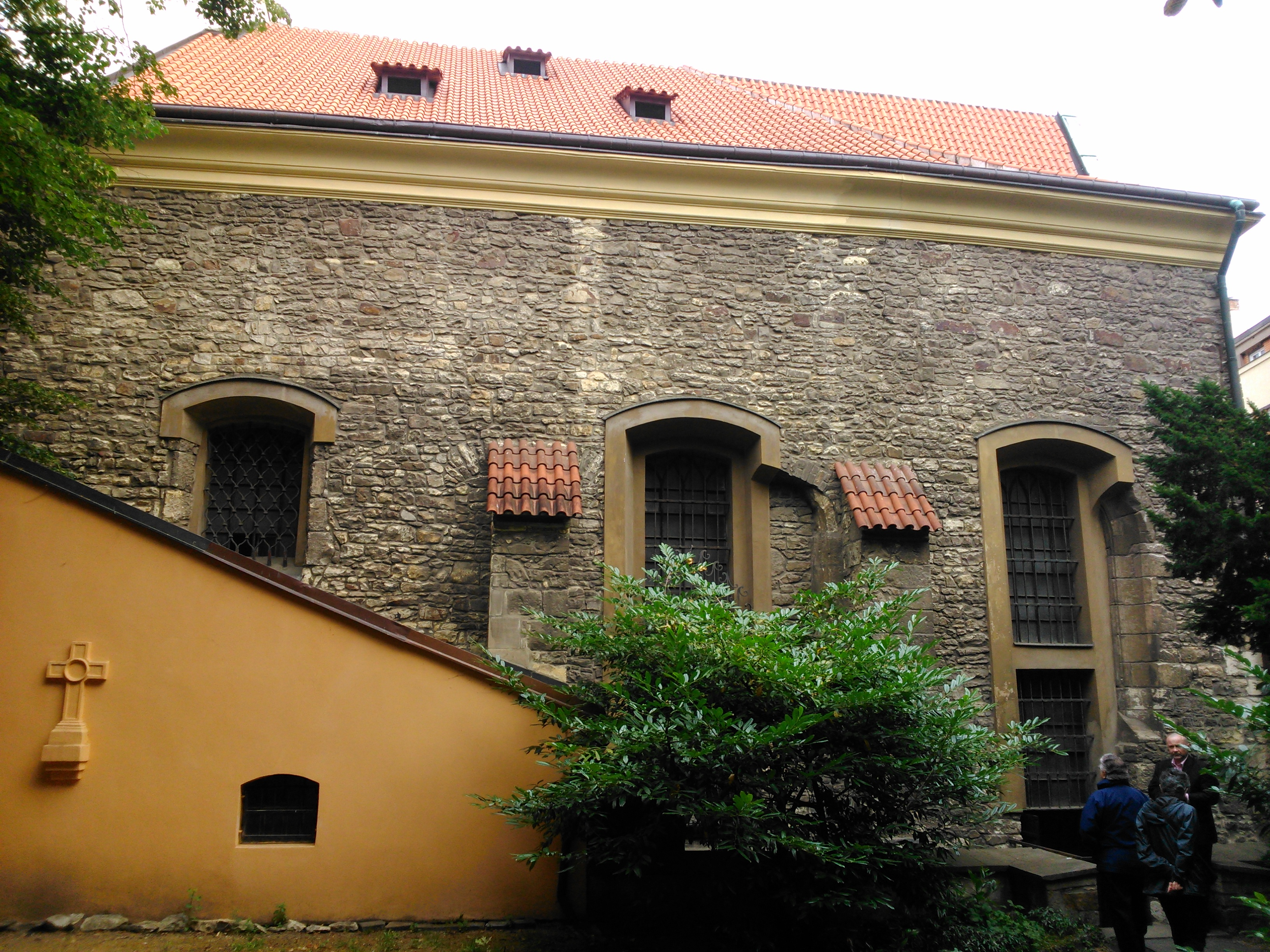
Jižní loď spostranním schodištěm na kruchtu

### Jižní loď
Vnější opěrný systém spočívá zřejmě na třech dodatečných opěrácích s prejzovými pultovými stříškami. Křížové klenby s kamennými a dvakrát vyžlabenými žebry klenou prostor lodi. Svorníky u žeber jsou stejné jako u severní lodi (nezdobené, kruhové). Žebra neukončují povětšinou konzoly. V severozápadním koutě se však jediná konzola dochovala, je překryta podlahou vložené barokní kruchty. Vysoká arkáda otevírá východní pole do presbytáře. V barokním období sloužilo okno jako oratoř. Kaple jižní gotické lodi překrývá západní část presbytáře. K jižní gotické lodi je přistavěn barokní přístavek se schodištěm na kruchtu.

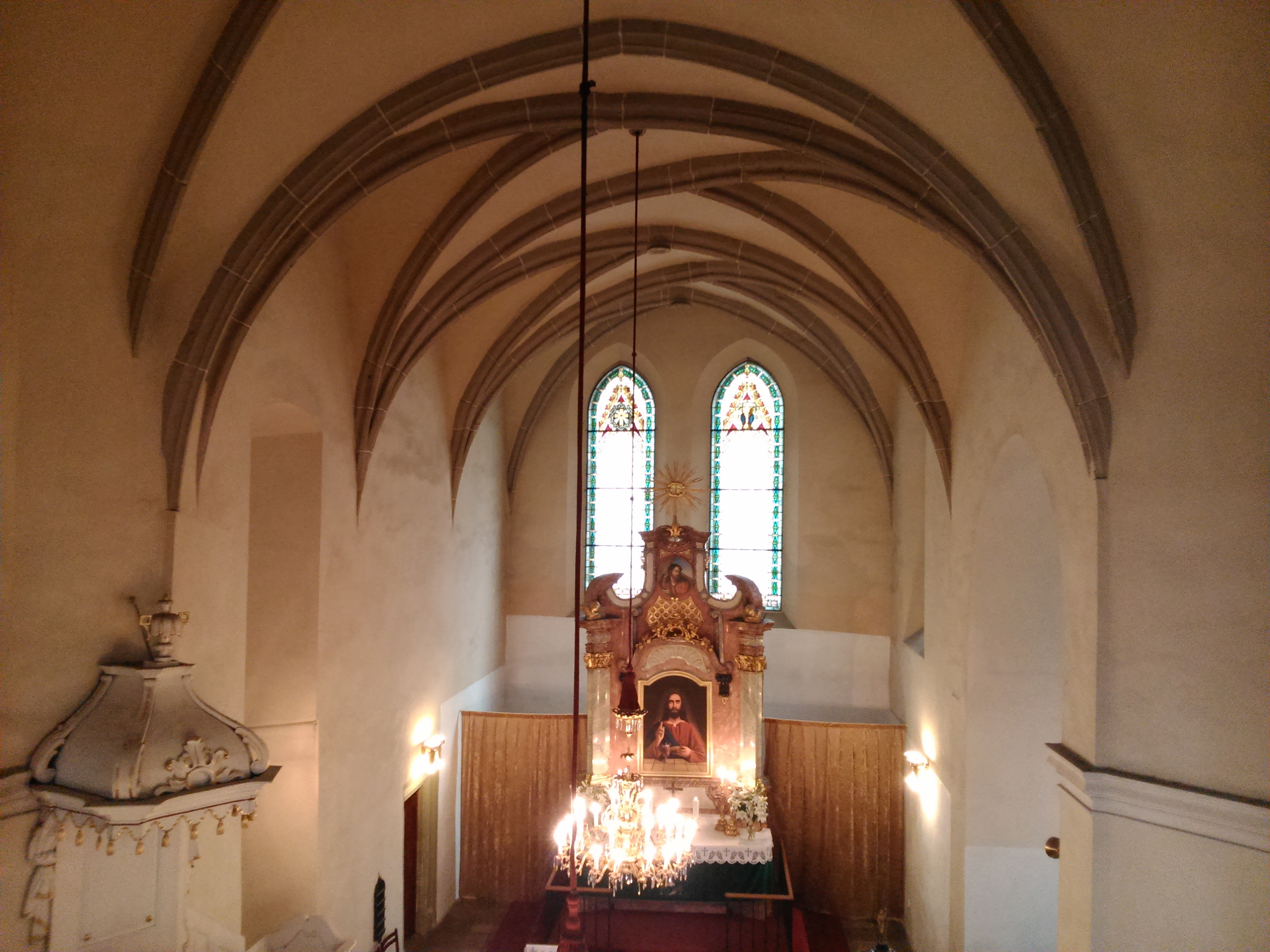
Pohled z kruchty na presbytář

### Presbytář
Jeho půdorysnou geometrii tvoří lichoběžník z důvodu omezení ulicemi. Šířka presbytáře je podobná šířce hlavní lodi. Vnitřní prostor utváří zajímavá obkročná průběžná klenba s hruškovitým profilem žeber. Celý prostor presbytáře překrývá pět trojpaprsků obkročné klenby. Hmotu klenby nesou kamenná žebra hruškového profilu. Žebra zabíhají přímo do obvodových zdí bez návaznosti na konzoly. Terčové svorníky zdobí reliéfní šesticípá hvězda a mariánská růže. Díky této klenbě je stavba považována za unikát gotické architektury v Praze. Spekuluje se, že neznámý autor vycházel z konstrukce klenby na hradě Zvíkov u Písku ze 13. století. Další možnost inspirace představuje jižní kaple městského kostela v Opavě (1360-1361). Zajímavost klenby podtrhává fakt, že ostatní podobné příklady tohoto typu klenby v celé Evropě jsou mladší. Vnitřní prostor na východní straně také utvářejí dvě vysoká lomená okna s částečným kamenným žlabeným ostěním, které bylo doplněno při regotizaci. Na jižní straně presbytáře proudí světlo třetím podobným oknem jako na východní straně. Okna jsou zevnitř vyplněna barevnými geometrickými vitrážemi. Stejně je tomu tak u severní lodi. Velká arkáda na západní části otevírá prostor do přilehlé jižní kaple. Na protější stěně ústí segmentově ukončená, druhotně vybouraná arkáda do barokní kaple sv. Salvátora.

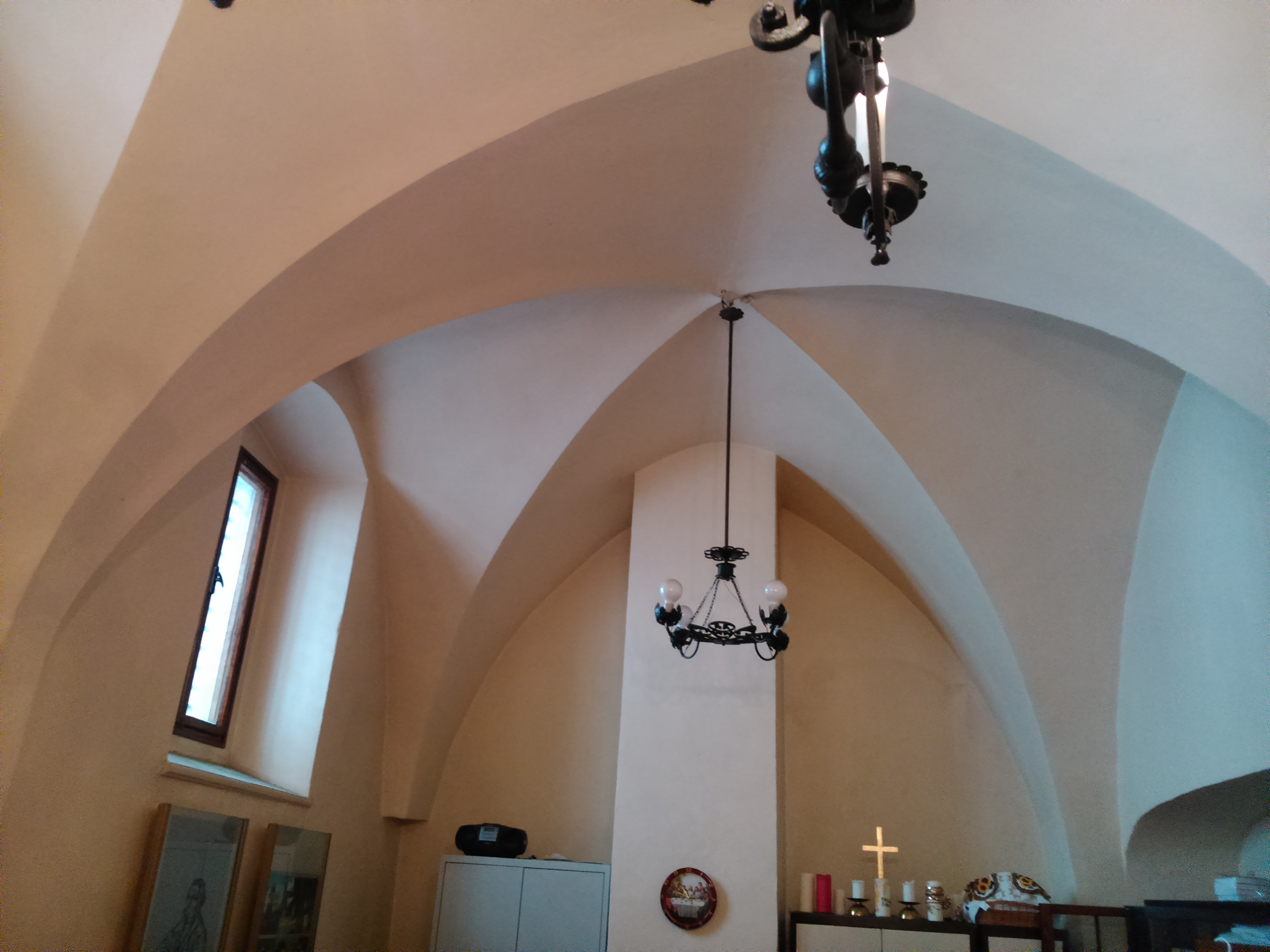
Vnitřní prostor sakristie

### Sakristie
Sakristie je přilehlá k presbytáři na severu, cesta do ní vede skrz obdélný pozdně gotický portál s kamenným profilovaným ostěním. Portál završují přetínající se pruty společně s kamenickou značkou na vrcholu. Portál dokazuje fakt, že sakristie pochází z konce středověku. Nynější sakristie byla vystavěna v barokním stylu společně s kaplí sv. Salvátora. To dokazuje armované překrytí na severovýchodním nároží viditelné z venku. Prostor sakristie je zaklenut dvěma poli barokních kleneb. Klenby ústí na poloviční pilíře a v jihovýchodním koutě na římsovou konzolu. V tomto prostoru se nachází výklenek, který je stlačeným oválem zaklenutý. Komín s architektonizovanou hlavou je jeden z původních prvků sakristie. Hlava komínu byla rekonstruována v letech 1914-1915.Obdélná okna sakristie jsou situována na sever. Nad severovýchodním nárožním patníkem se nachází opukový rám pro obraz (dnes prázdný).

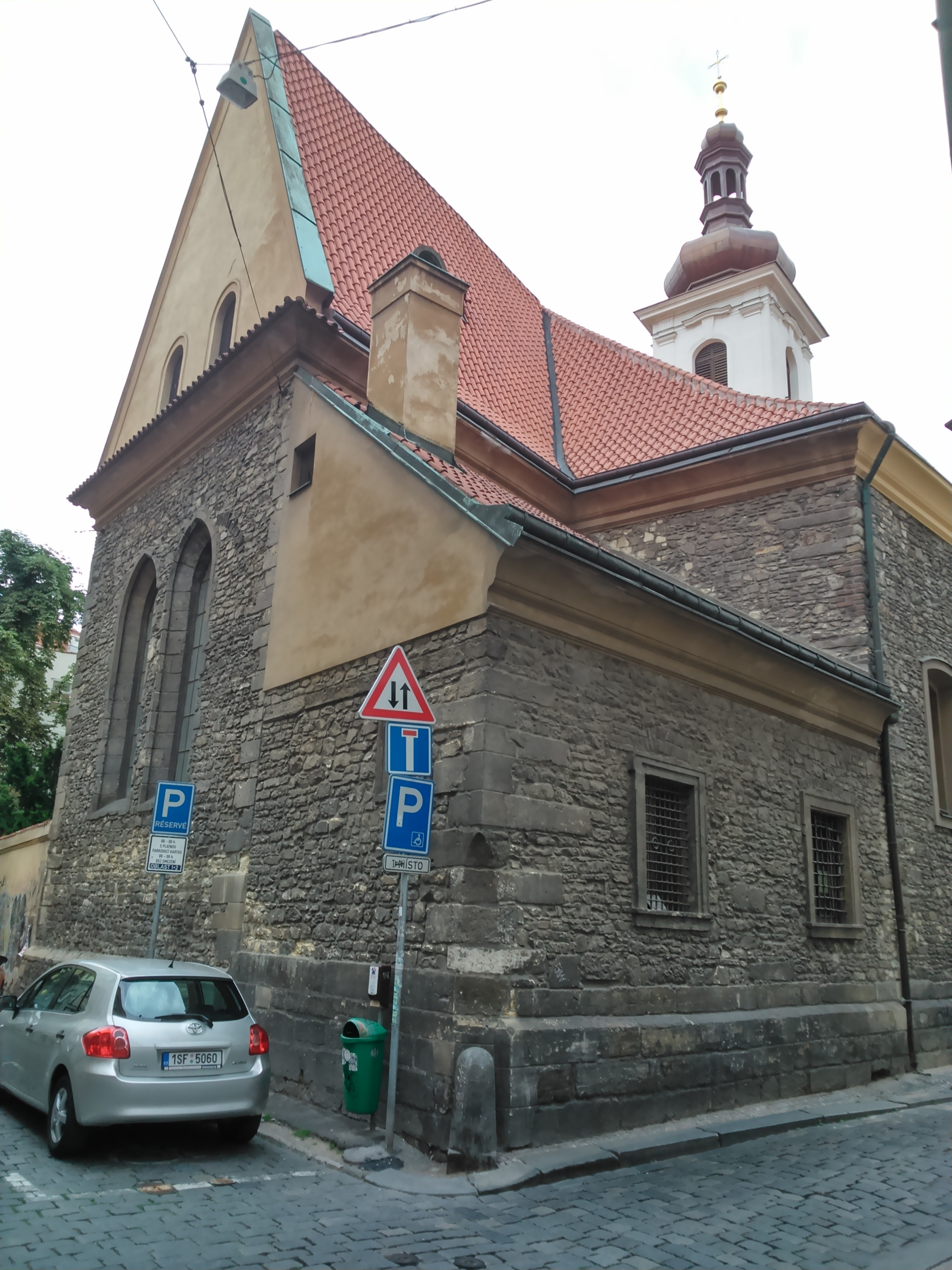
Nároží sakristie

#### Střecha sakristie
Je sedlového typu. Střechu pokrývají prejzy. Střecha ústí na východě do omítaného barokního štítu.

### Portály
Hlavní portál na severní straně zpřístupňuje celé trojlodí. Barokní portál se nachází na straně, kde byl dříve starší portál z počátku 15. století. Novodobý gotizující portál pochází z roku 1914. Jeho základní geometrii tvoří obdélník. Je proveden s profilovaným opukovým ostěním. Dvoukřídlé, kazetové dveře v portálu čítají stejný rok zhotovení jako portál. Druhotně osazené gotické kružbové okno vytváří nadsvětlík portálu. Osazení je provedeno v nice vlomené do staršího zdiva. Okno je poškozené, má vylámanou středovou část. Řada pěti jeptišek v půlkruhových záklencích vytvářela kružbu okna. Záklenky byly provedeny se žlabenými profily prutů. Tento způsob provedení okenního portálu je v České republice velmi ojedinělí, spíše se používal ve Francii jako dispoziční řešení portálů ve 14. a 15. století. Portál byl opatřen ochranou předsíní, která byla zbořena roku 1882. Gotický portál v jižní lodi pochází pravděpodobně ze stejného období jako portál na severní straně. Je však proveden tradičním způsobem. Šetrně oblený záklenek portálu je profilovaný výžlabky. Záklenek byl objeven roku 1914 nad barokním průchodem, který směřoval ke schodišti na kruchtu. Portál spojoval jižní loď s domem oltářníků (dnes č.p. 151)

### Okna trojlodí
Do prostor trojlodí proudí paprsky světla skrz segmentově zaklenutá barokní okna. Čtyři okna jsou umístěna na západní straně. Dvě střední okna lemují věž a jsou umístěna výše. Tři okna jsou na jižní straně a dvě na východní. Okna na severní části osvětlují kapli sv. Salvatora. V západní části severní zdi se nachází obnovené lomené gotické okno (1914-1915) s gotickým vyžlabením ostění. Kružba okna zanikla. Gotické vyžlabení bylo v letech 1717 až 1722 nahrazeno barokním. Tento proces je dnes na fasádě kostela stále patrný, díky pozůstalé, viditelné části barokního segmentového záklenku. Na východní zdi jižní lodi se nachází další obdélné zřejmě gotické opukové okno. Okno, které je provedeno opět s kružbou, ve které je umístěna dvojice jeptišek. Podobné okno bylo na západní zdi. Okno je dnes již zaslepené, ale jeho zbytky ostění jsou patrné vedle mladšího barokního okna. Regotizace v letech 1914- 1915 odhalila na jižní straně kostela pozůstatky torzálně opukových vyžlabených kusů ostění tří gotických lomených oken zrušených v baroku.

### Střecha trojlodí
Sedlová prejzová střecha kryje celé trojlodí společně s presbytářem. Střecha na východě ústí do trojúhelného barokního štítu. Historikové se domnívají, že jádro štítu nad presbytářem s novými okny je gotické.

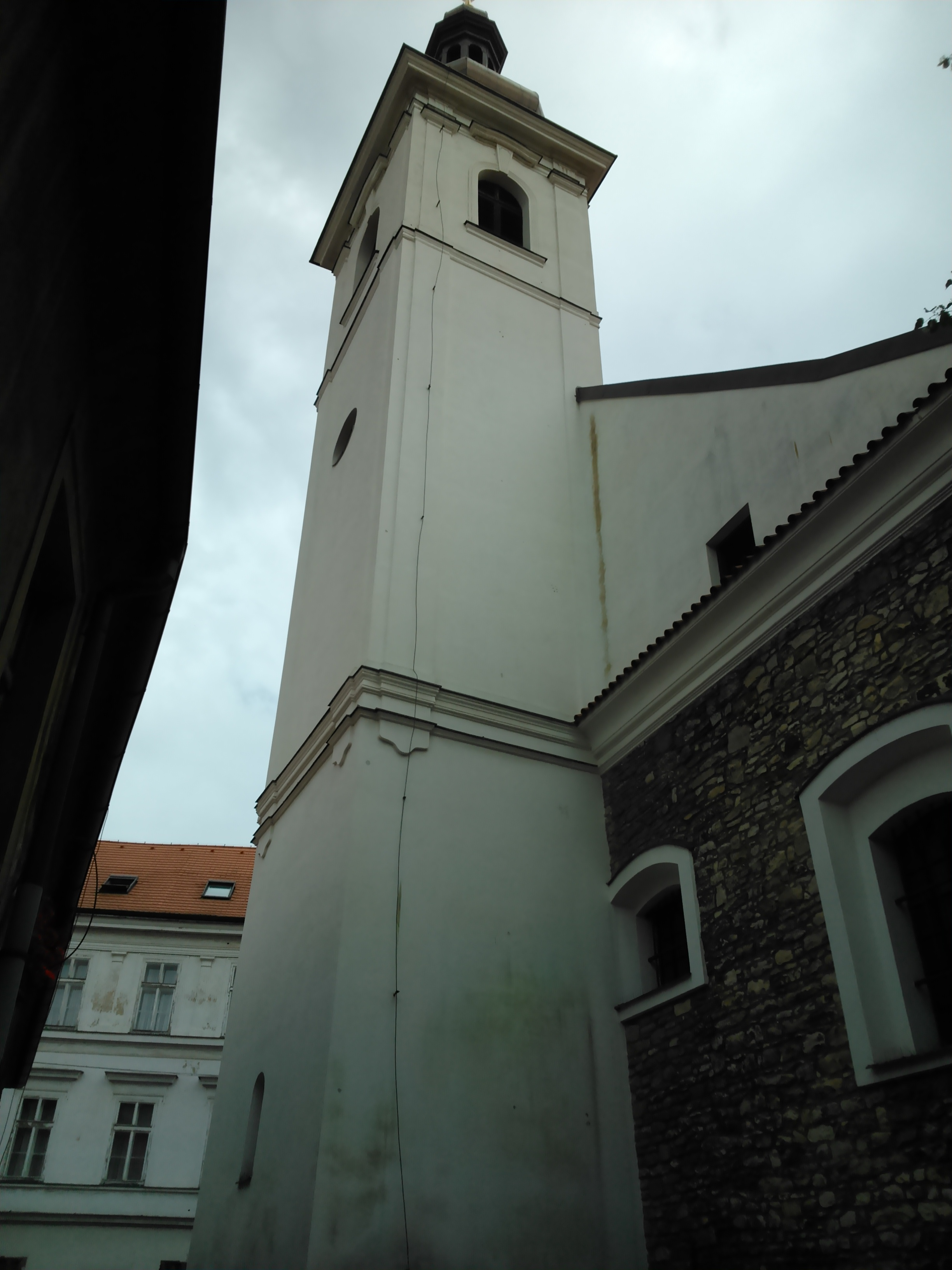
Pohled na věž kostela

### Věž
Její základní geometrii tvoří čtvercový půdorys. Je orientována na západ. Část věže je postavena z lomového zdiva stejně jako trojlodí. Lze se do jejího jádra dostat ze severu skrz obdélný barokní portál z roku 1722. Portál nad sebou hostí oválné okno. Kordová římsa věže navazuje na korunní římsu trojlodí a presbytáře. Věž má barokní fasádu. Od nároží věže jsou na fasádě odsunuty lizény s římsovými hlavicemi. Ty nesou další dělicí římsu. Nad římsu na lizény dosedají toskánské pilastry, které jsou součástí posledního barokně přestavěného patra. Bývalá zvonice v posledním patře byla otevřena ven čtyřmi velkými půlkruhově završenými okny. Okna jsou lemována štukovými šambránami s vrcholovým klenákem. Prvky oken zastřešuje prohnutá nadokenní římsa. Ve zvonici je umístěn zvon od Oktáva Wintera z Broumova. Věž zakončuje měděná cibulová báň s lucernou.

## Interiérové zařízení

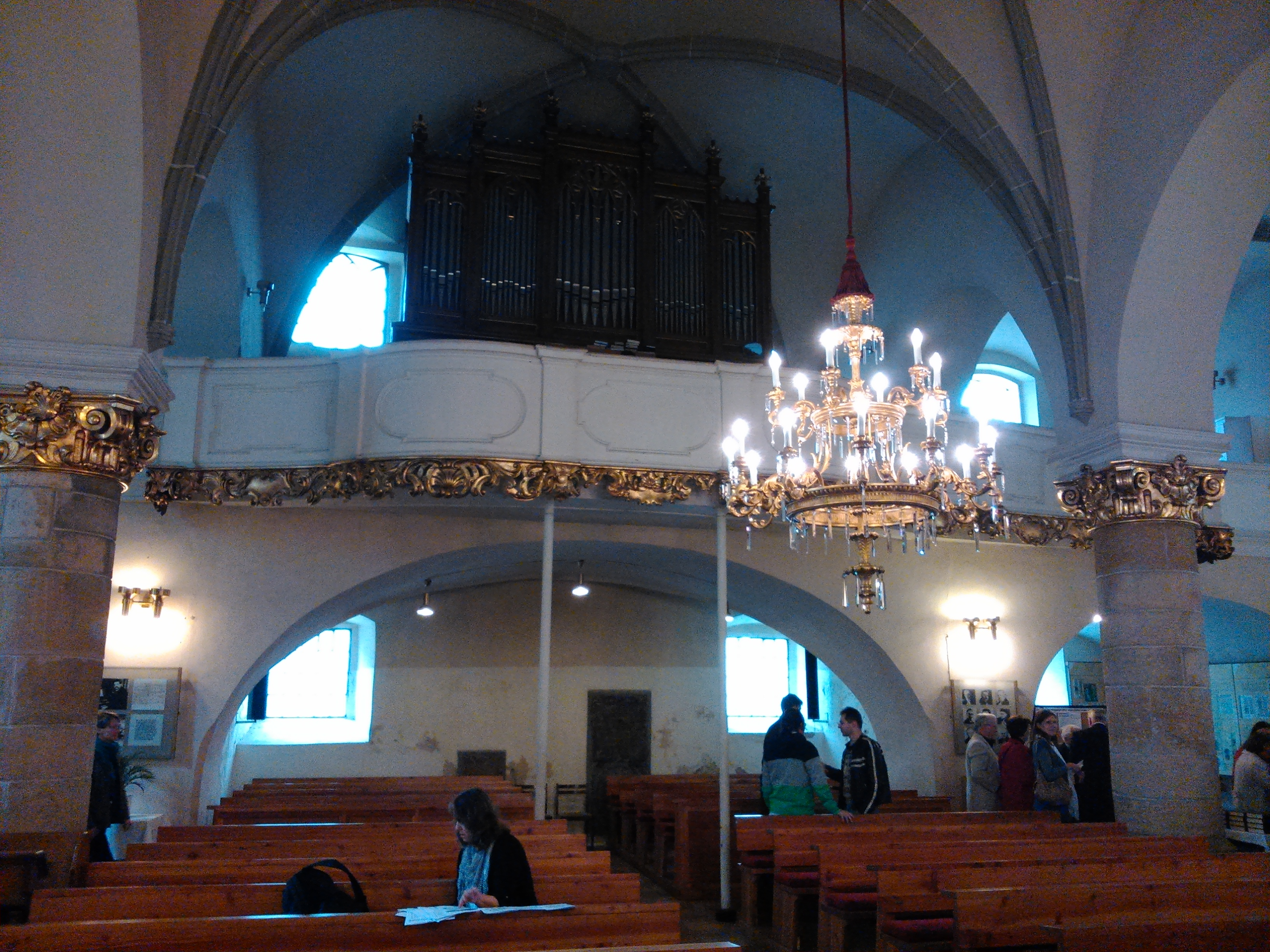
Pohled na střední část kruchty

### Kruchta
Kruchta v západní části je valeně podklenutá. Její jádro je renesanční, avšak roku 1920 byla upravena v barokním duchu. Dnes se nachází na místě již zaniklé gotické tribuny. Střední část kruchty je vysazena do prostoru. Poprsnice kruchty je dřevěná, lakovaná na bílo. Čelo poprsnice kruchty zdobí vyřezávaný vegetabilní dekor římsy, který je zlacený. Je provedeno s vpadlými poli, které jsou taktéž hojně zdobena. Kruchta přechází do bočních lodí, zde má rovná čela. Střed kruchty je spojen s bočními částmi pomocí dvou půlkruhových arkád. Ke kruchtě je přistavěn sedlově zastřešen přístavek obsahující schodiště vedoucí z exteriéru na kruchtu. Geometrii přístavku tvoří obdélníkový půdorys. Jeho přízemí je klenuto neckovou klenbičkou. Schodiště je osvětleno dvěma malými obdélnými okny a zpřístupněno pomocí prostého vstupu. Střecha přístavku ústí na jižní straně do trojúhelného štítu.

### Hlavní oltář

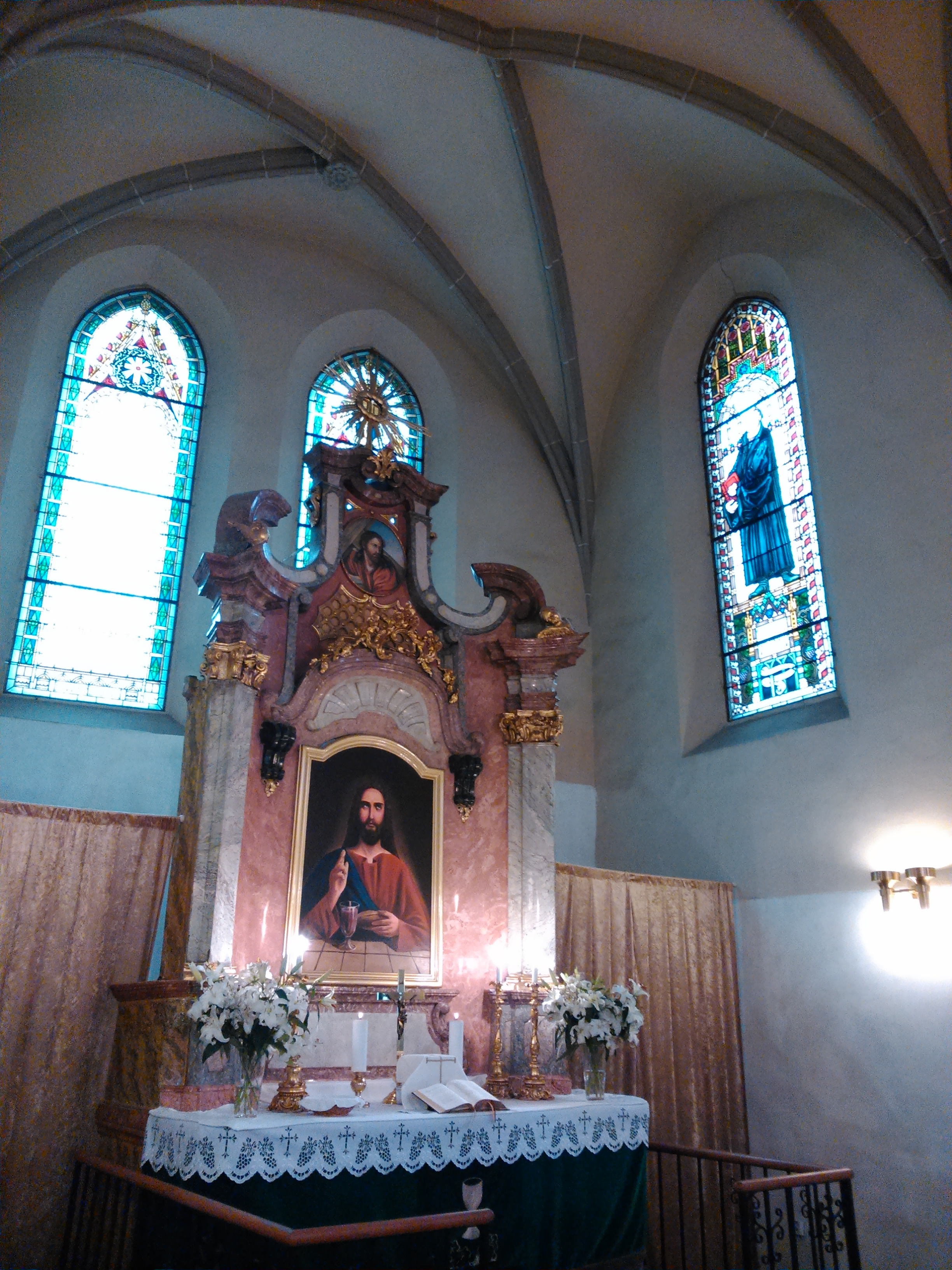
Hlavní oltář v presbytáři

Hlavní oltář byl původně zasvěcený sv. Michalovi. Jedná se o pozdně rokokový oltář z období kolem roku 1770. Je zdoben retáblem a tumbovou mensou. Retábl je z růžového mramoru. Ze soklu oltáře po straně vystupují pilastry. Jejich hlavice jsou pozlacené. Mezi nimi se nachází nika s konchou o zdobenou mušlí. V nice je umístěn obraz Krista. Štítový výběžek nesou postranní pilastry. V tomto místě jsou také půlvolutové konzoly. Kostel byl také vybaven vedlejším oltářem Božího těla (obnovený) a oltářem sv. Petra a Pavla. S výstavbou jižní lodi byla postavena východní kaple, ve které se nachází oltář sv. Marty.

### Kazatelna

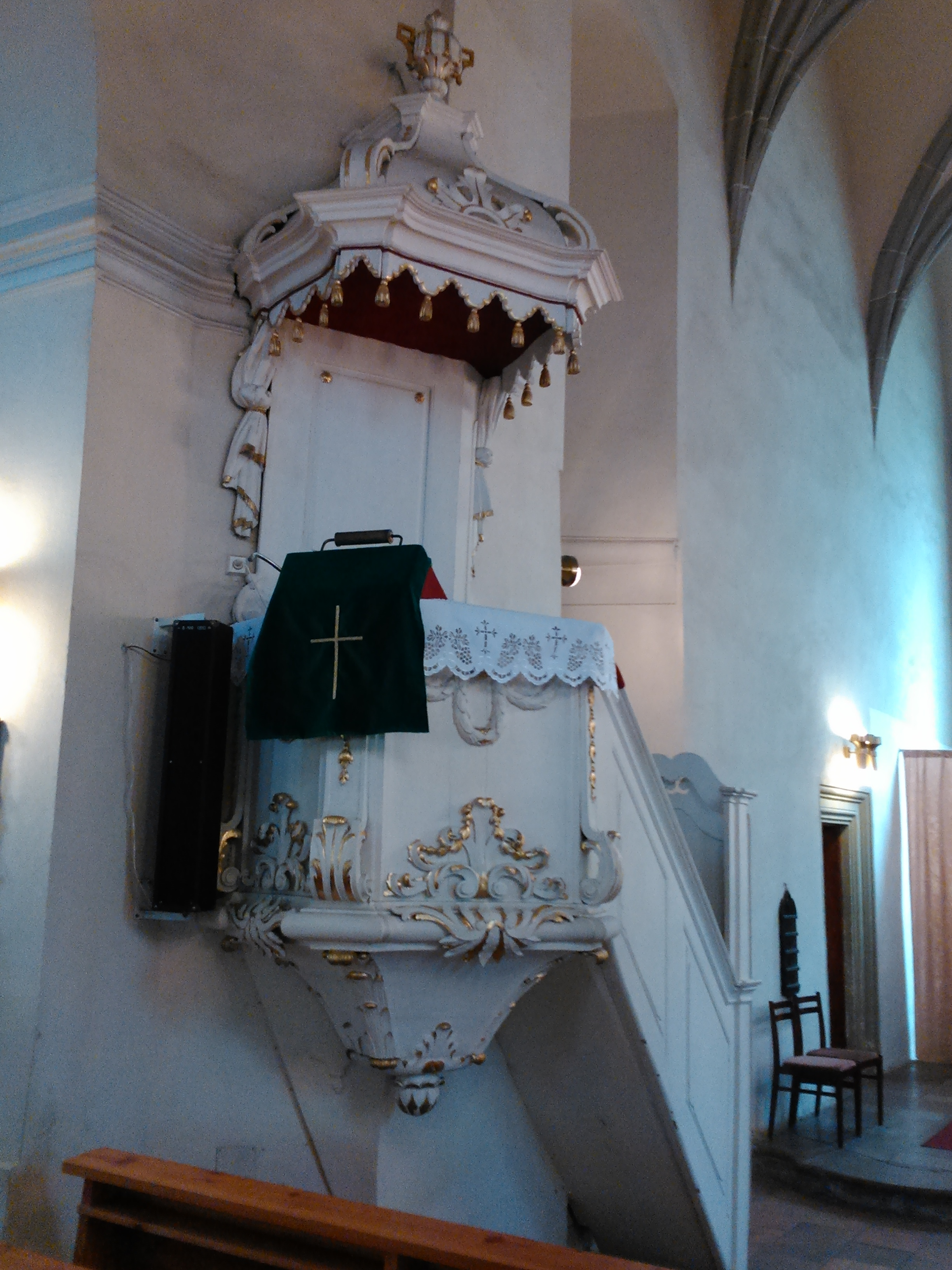
Pohled na kazatelnu

Je zhotovena ze dřeva, bíle lakovaná, v klasicistním stylu. Její vyřezávané zdobení evokuje rostlinné motivy. Zdobení podporují oválné festony pod parapety.

### Křtitelnice

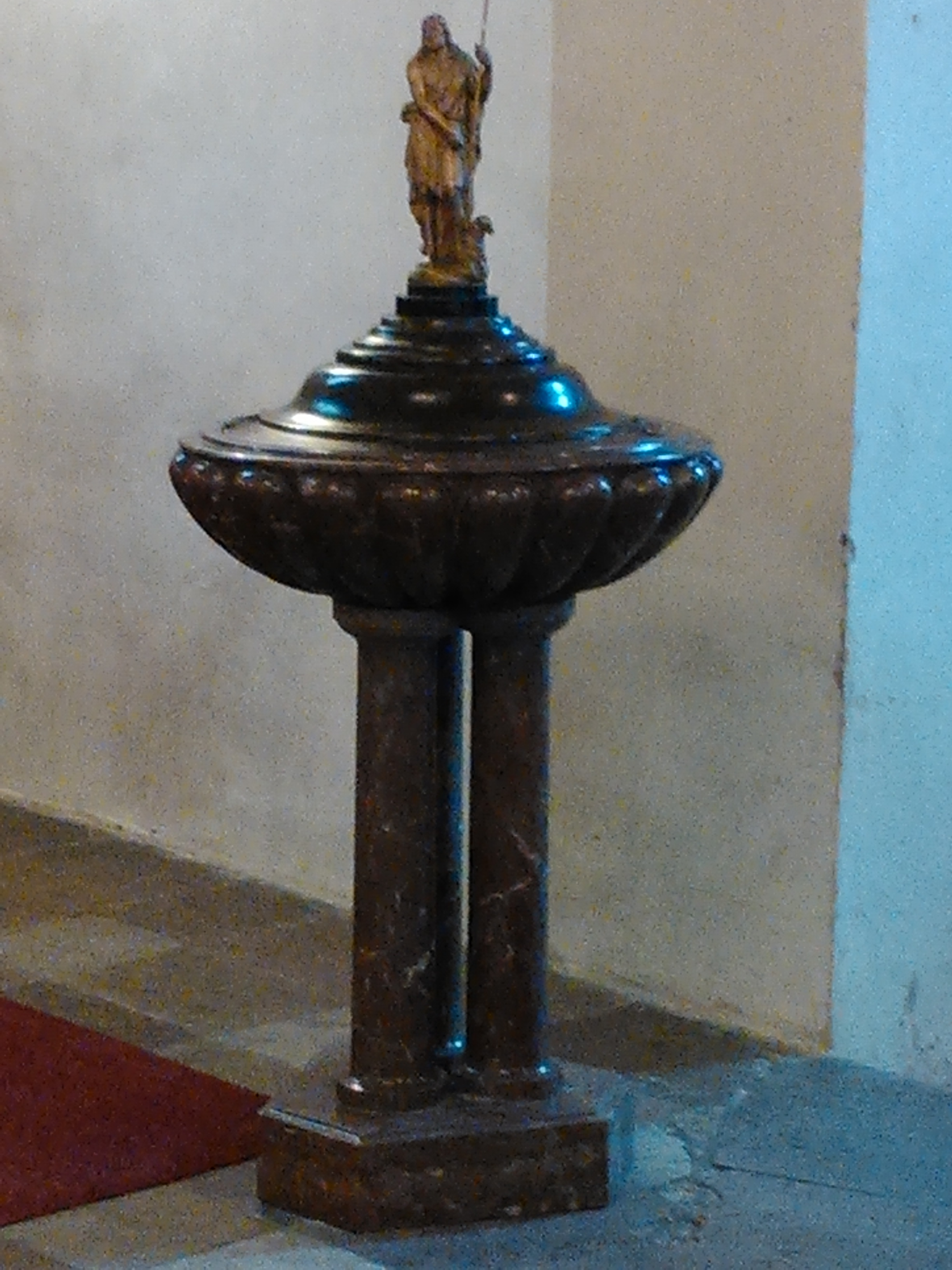
Křtitelnice

Je součástí hlavního oltáře. Pochází ze stejné doby jako hlavní oltář, je tedy rokoková. Křtitelnice byla zhotovena z mramoru. Její kopulové víko je celé kovové a zdobené. Křtitelnici obohacuje mušlový lavab, který je nesen třemi sloupy.

### Varhany

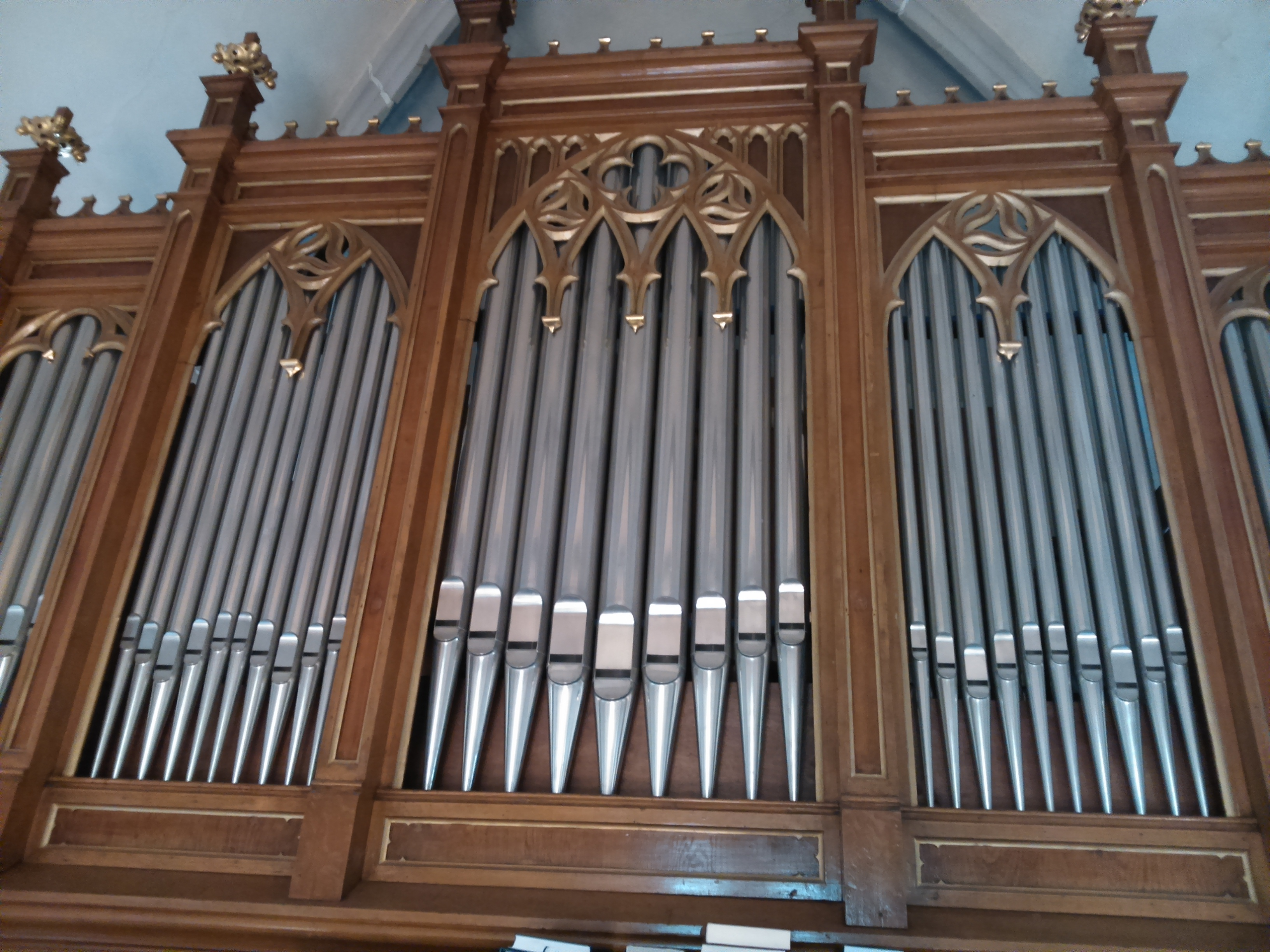
Varhany v pseudogotické skříňce

Pocházejí z 2. poloviny 19. století. Jsou umístěny v pseudogotické skříni na kruchtě.

## Sepulkrální památky
Figurální náhrobník Kristiny Popelavé z Vesce (rok úmrtí 1522). Nachází se v podestě schodiště, které vede na kruchtu. Další znakové mramorové náhrobníky jsou instalovány v západní stěně lodi pod kruchtou. Jedná se o náhrobníky Jana Šturma (rok úmrtí 1568) a Alžběty Malovcové z Chejnova (rok úmrtí 1620).
Ke kostelu přiléhá zahrada, která je po nedávné revitalizaci v otevíracích hodinách přístupná veřejnosti. Na místě nynější zahrady je doložena existence hřbitova z roku 1381.